# ۱۵ مه
۱۵ مه صد و سی و پنجمین (در سال‌های کبیسه صد و سی و ششمین) روز سال در گاه‌شماری میلادی است. ۲۳۰ روز تا پایان سال باقی است.

## رویدادها
- ۱۵۷۱ - شهر مسکو در حملهٔ تاتارهای کریمه به آتش کشیده شد.
- ۱۶۶۵ - هیئت ۵ نفرهٔ فرانسوی از طرف لوئی چهاردهم وارد دربار شاه‌عباس دوم شد.
- ۱۹۲۳ - انگلستان امارت کرانهٔ خاوری رود اردن را، به ریاست امیرعبدالله، کشوری تحت‌الحمایهٔ خود دانست.
- ۱۹۴۸ - حملهٔ جنگنده‌های مصری و نیروهای اردنی به اسراییل یک روز پس از اعلام موجودیت این کشور
- ۱۹۴۹ - اسراییل با لغو موانع اداری و قانونی از همهٔ یهودیان جهان خواست که به این کشور مهاجرت کنند.
- ۱۹۵۵ - روز استقلال اتریش، امضای پیمان وین و اعلام استقلال مجدد جمهوری اتریش پس از اعلام موجودیت این کشور
- ۱۹۵۷ - انگلستان نخستین بمب هسته‌ای هیدروژنی خود را در جزیره کریسمس واقع در اقیانوس آرام آزمایش کرد.
- ۱۹۷۲ - جزیره اوکیناوا پس از ۲۷ سال اشغال توسط ارتش ایالات متحده به ژاپن بازگردانده شد.
- ۱۹۷۴ - یک گروه فلسطینی حدود ۱۰۰ نفر را در معالوت، نزدیک مرز اسراییل و لبنان به گروگان گرفتند.
- ۱۹۸۸ - ارتش سوریه در پی بروز درگیری میان حزب‌الله لبنان و جنبش امل وارد حومهٔ جنوبی بیروت شد.
- ۱۹۸۸ - خروج سربازان شوروی از افغانستان
- ۱۹۸۸ - پس از هشت سال قوای ارتش سرخ شوروی شروع به عقب‌نشینی از افغانستان کرد.
- ۱۹۸۹ - میخاییل گورباچف در صدر هیئت رییسهٔ شوروی در شهر پکن، پایان دوران اختلافات شوروی و چین را اعلام کرد.
- ۱۹۹۰ - تابلوی پرتره دکتر گاشه اثر ونسان ونگوک، در نیویورک به قیمت ۸۲٫۵ میلیون دلار فروخته شد و حد نصاب قیمت یک تابلو را شکست.
- ۱۹۹۱ - ادی کرسون به عنوان اولین زن به سمت نخست‌وزیری فرانسه منصوب شد.
- ۱۹۹۵ - چند روز پس از امضای موافقت‌نامهٔ منع گسترش سلاح‌های هسته‌ای، چین آزمایش اتمی را در زیر زمین انجام داد.
- ۲۰۰۸ - کالیفرنیا به عنوان دومین ایالت ایالات متحده پس از ماساچوست، ازدواج همجنسگرایان را قانونی کرد.

## زادروزها
- ۱۵۶۷ - کلودیو مونته وردی، آهنگساز، خواننده و نوازنده
- ۱۸۶۷ - امین بشیر جمیل، پزشک و نویسنده لبنانی
- ۱۹۳۷ - مادلین آلبرایت، سیاست‌مدار آمریکایی و وزیر امور خارجه این کشور
- ۱۹۹۲ - عقیل الرئیسی، بازیگر ایرانی-کویتی.[۱]

## درگذشت‌ها
- ۱۹۱۶ - جسی واشینگتن، از شهروندان ایالات متحده آمریکا
- ۱۹۹۶ – اریک تامپسون، دوچرخه‌سوار اهل بریتانیا (ز. ۱۹۲۷)
- ۱۹۲۶- محمد ششم آخرین سلطان عثمانی در ۶۵ سالگی

## مناسبت‌ها
- روز جهانی خانواده
- روز جهانی جوراب ساق‌بلند
- روز زبان کردی[۲]